# Cine de Yemen

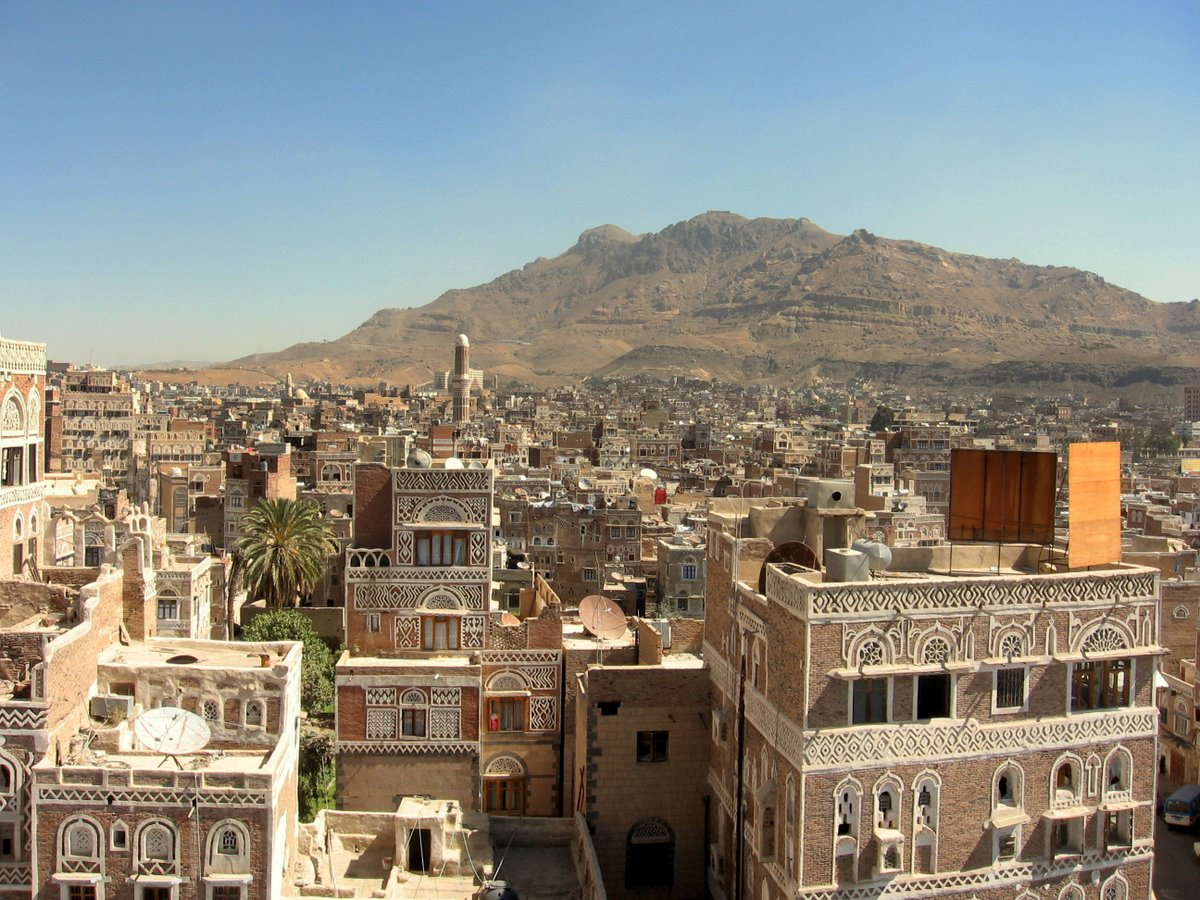
Saná, la capital de Yemen, sirvió como lugar de ambientación de la película A New Day in Old Sana'a, una de las producciones cinematográficas más reconocidas de Yemen.

El cine de Yemen es una industria muy pequeña. Antes de la década de 2010, solamente se estrenaron dos películas producidas en Yemen, A New Day in Old Sana'a de 2005, cinta dirigida por Ahmed Abdali que relata la historia de un joven que lucha entre seguir adelante con un matrimonio tradicional o con la mujer que ama, y The Losing Bet de 2008, película dirigida por Fahdel Al-Olofi que narra la historia de dos yihadistas yemeníes que regresan al país luego de luchar en tierras extranjeras y se sorprenden al ver el avance del laicismo en Yemen. Esta película fue patrocinada por el ministro del interior Mutahar al-Masri con el fin de mostrar a la población las consecuencias del extremismo islámico.
En la década de 2010 se han producido tres películas en el país, Karama Has No Walls de 2012 (coproducida con los Emiratos Árabes Unidos), The Mulberry House de 2013 (coproducida con Siria, Egipto, los Emiratos Árabes y el Reino Unido) y Yemen: The Silent War de 2018.
Entre las décadas de 1960 y 1970, algunas producciones cinematográficas italianas fueron filmadas en Yemen: Le Schiave Esistono Ancora y Le Mura di Sana en 1964, y Las mil y una noches de Pier Paolo Pasolini diez años después. En el año 2000 se filmó en el país la cinta estadounidense The English Sheik and the Yemeni Gentleman bajo la dirección de Bader Ben Hirsi, un documental sobre las costumbres y la historia del país bicontinental.

## Filmografía

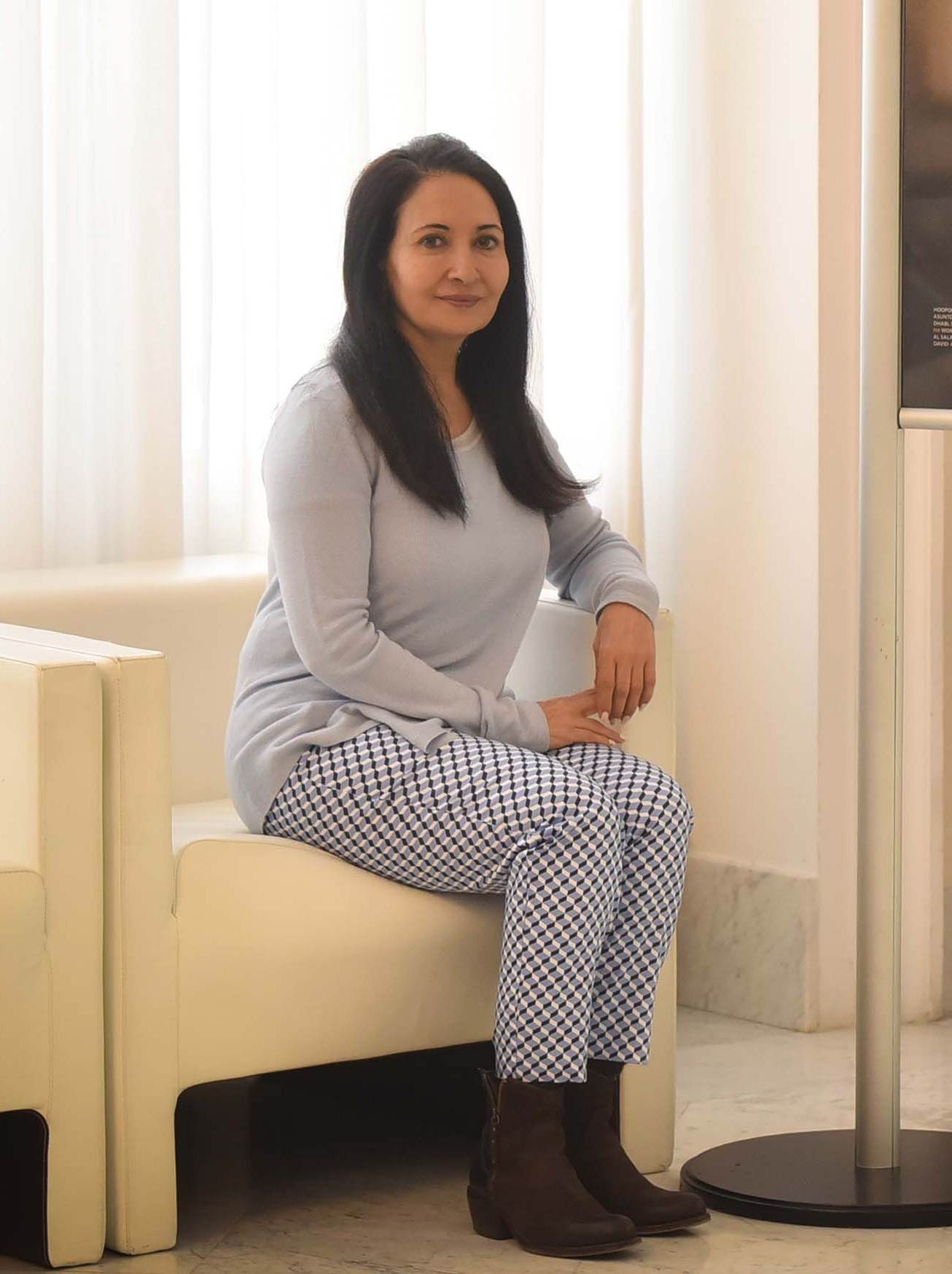
Khadija al-Salami es una notable directora y productora de cine nacida en Saná.

### Películas de Yemen
- Yemen: The Silent War (2018)
- The Mulberry House (Yemen/Siria/Egipto/Reino Unido/Emiratos Árabes Unidos; 2013)
- Karama Has No Walls (Yemen/Emiratos Árabes Unidos; 2012)
- The Losing Bet (2008)
- A New Day in Old Sana'a (2005)[1][8]

### Películas rodadas en Yemen
- The Mulberry House (Yemen/Siria/Egipto/Reino Unido/Emiratos Árabes Unidos; 2013)
- Karama Has No Walls (Yemen/Emiratos Árabes Unidos; 2012)
- The English Sheik and the Yemeni Gentleman (Estados Unidos; 2000)
- Las mil y una noches (Italia; 1974)
- Le Mura di Sana (Italia; 1964)
- Le Schiave Esistono Ancora (Italia; 1964)

## Directores destacados de Yemen
- Bader Ben Hirsi[9]
- Sara Ishaq[10][11]
- Khadija al-Salami[7]
- Sufian Abulohom